# Barri de les Costes
Barri de les Costes – miejscowość w Hiszpanii, w Katalonii, w prowincji Girona, w comarce Alt Empordà, w gminie Mollet de Peralada.
Według danych INE z 2005 roku miejscowość zamieszkiwało 15 osób.